# روضه الطار
روضه الطار (به عربی: روضة الطار) یک روستا در سوریه است که در ناحیه مرکزی سقیلبیه واقع شده‌است. روضه الطار ۷۴۴ نفر جمعیت دارد.